# Гурт (нумізматика)

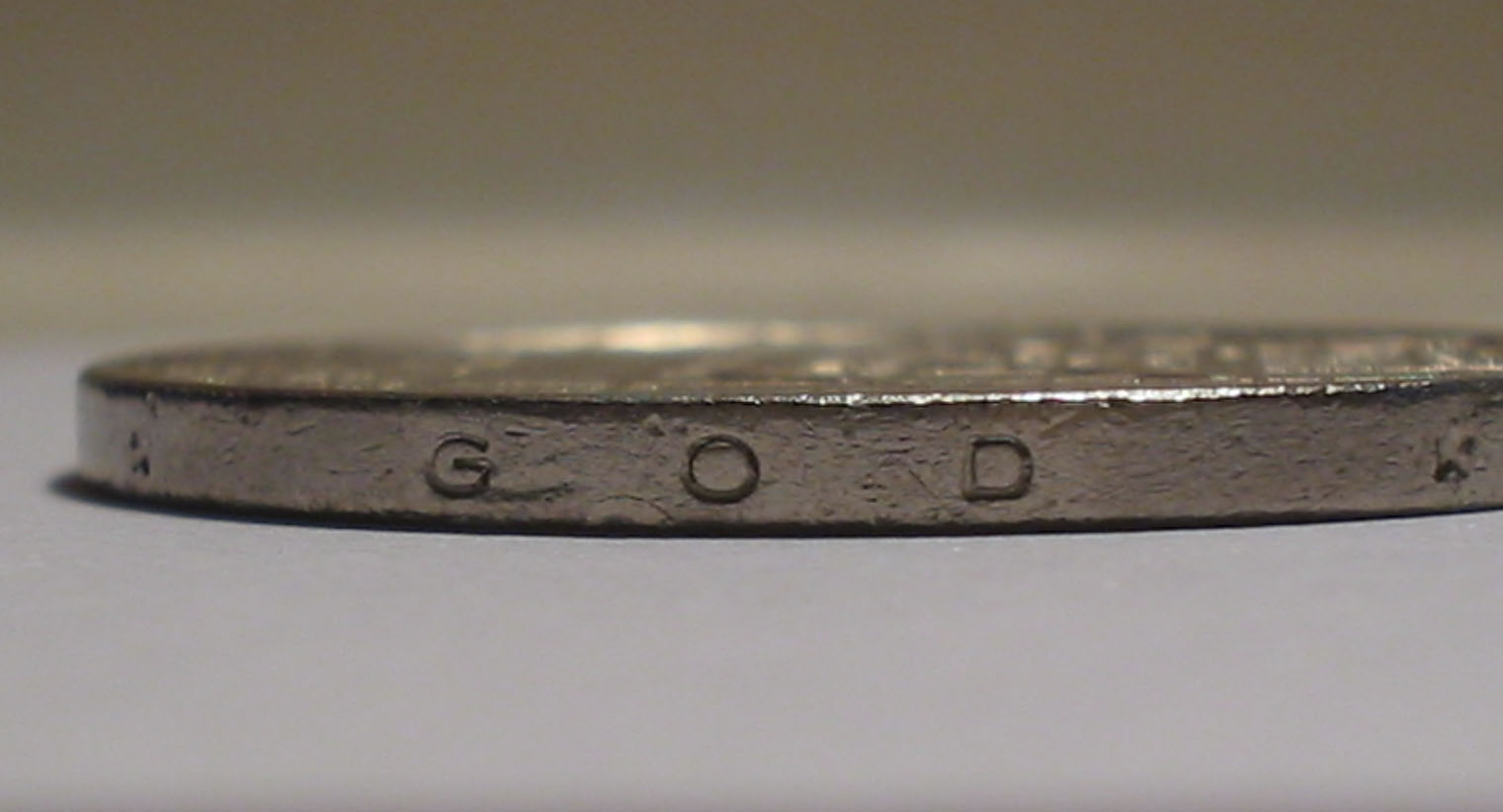
Гурт монети

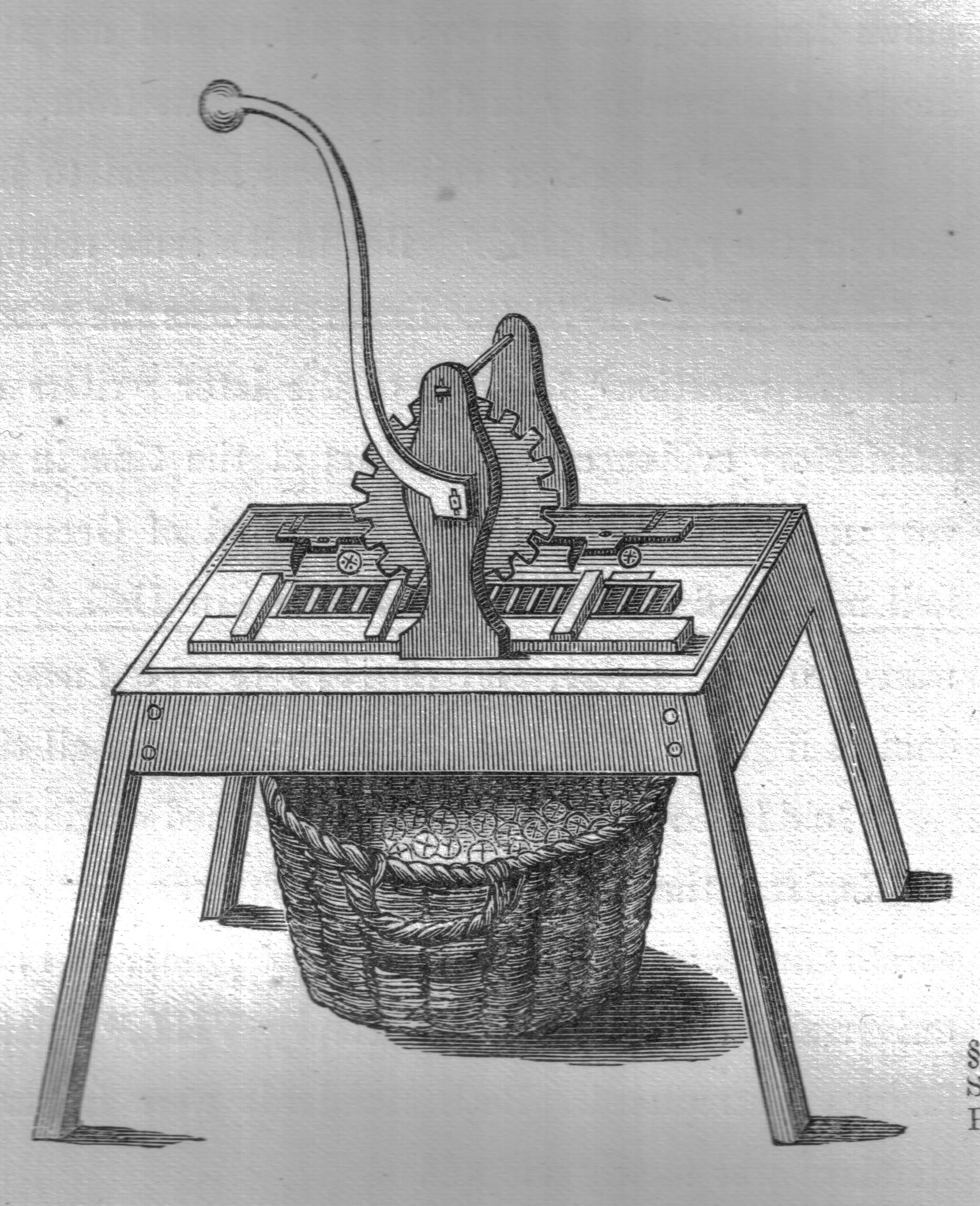
Гуртильний верстат XIX століття.

Гурт (від нім. Gurt — «ремінь, пас») або рант (від нім. Rand) — ребро монет, монетоподібних жетонів, медалей. Розрізняють неоформлені та оформлені гурти. Зовнішній вигляд неоформленого гурту залежить від технології виготовлення монети — при карбуванні на наперед виготовлених заготовках він нагадує погано оформлений гладкий циліндр, при вирубці монети з металевої смуги він нагадує погано оформлений багатогранник.

## Основні види гурту
- гла́дкий (більшість монет низького номіналу)
- ри́флений
- шнур (нахилені засічки)
- напис
- сітча́стий (шнур із нахилом у різні сторони)
- візерунок
- комбінація декількох видів (наприклад, гладкий із заглибленим написом)

## Галерея
Види гурту

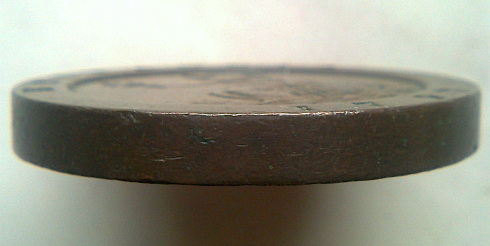
Гладкий гурт. 2 пенси, Велика Британія, 1797, Георг III.
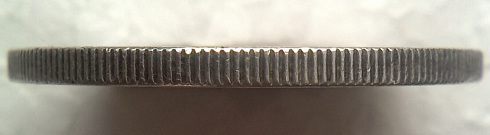
Рифлений гурт. 1 єна, Японія, 1889, Муцухіто (Мейдзі).
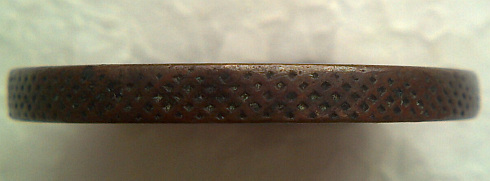
Сітчастий гурт. 2 ері, Швеція, 1749, Фредрік I.
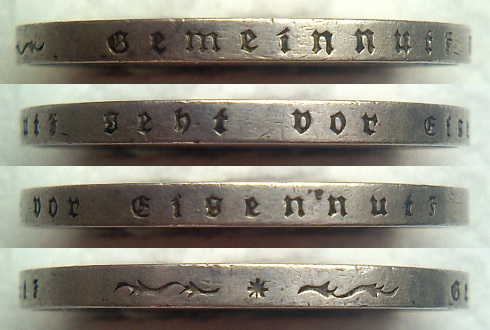
Заглиблений напис. 5 марок, Німеччина, 1935.
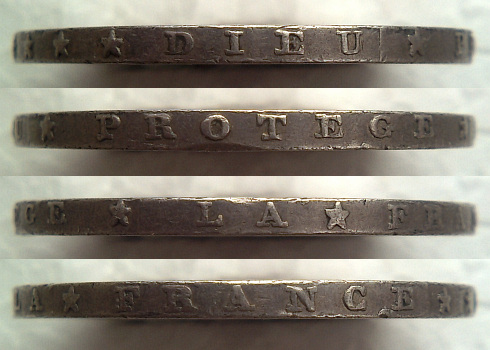
Опуклий напис. 5 франків, Франція, 1873, тип Геракл.